# Gestreifte Habichtsfliege

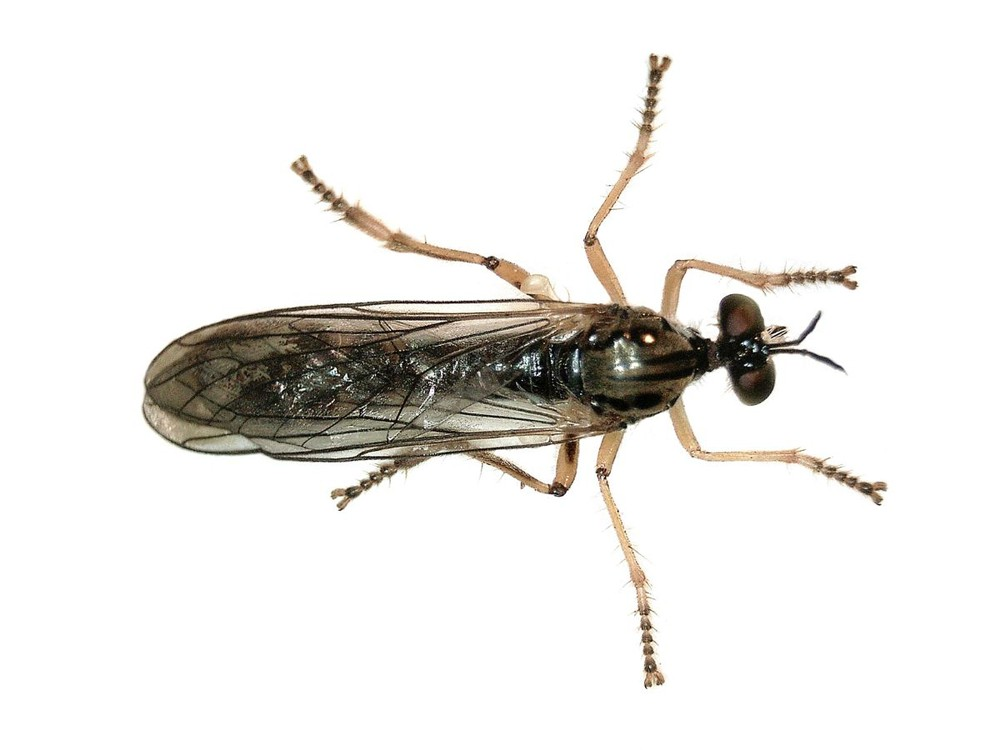
Dorsalansicht

Die Gestreifte Habichtsfliege (Dioctria linearis) ist eine in Europa weit verbreitete Art der Raubfliegen. Sie wird vor allem in Wäldern gefunden.

## Merkmale
Die Art erreicht eine Körperlänge von 9 bis 13 Millimeter, sie besitzt einen schmalen Körperbau mit relativ langen Antennen, die länger sind als die Augen hoch. Der Kopf trägt zwei große Facettenaugen, bei Ansicht von der Seite scheint er zunächst beinahe nur aus den Augen zu bestehen, das Gesicht ist flach, der für die Gattung Cryptopogon charakteristische, im Profil sichtbare Gesichtshöcker fehlt. Der für die Asilidae typische „Knebelbart“ (Mystax) ist nur schwach entwickelt und auf den Mundrand beschränkt, er ist gelblich gefärbt. Der Rumpf ist überwiegend schwarz gefärbt und manchmal mit zwei kleinen roten Punkten versehen. Wichtiges Merkmal zur Unterscheidung von anderen Dioctria-Arten ist die Bestäubung der Pleuren an den Seiten des Rumpfes (Thorax). Bei Dioctria linearis ist diese auf zwei Zonen beschränkt und bildet keinen geschlossenen Ring aus. Wie bei den verwandten Arten ist der Thorax auf der Oberseite durch dichte Bestäubung grau, in die vier unbestäubte und dadurch dunkle, glänzende Längslinien eingelagert sind, von denen sich der Artname linearis ableitet. Die Beine, einschließlich der Hüften sind überwiegend gelborange bis gelb gefärbt, auch die Schenkel der Hinterbeine sind überwiegend gelb (bei der verwandten Dioctria longicornis tragen sie einen breiten dunklen Ring). Der schmale Hinterleib ist überwiegend schwarz gefärbt und besitzt schmale, helle Ringe. Der Ovipositor der Weibchen trägt bei der Gattung keine Dornen.

## Lebensweise
Die Gestreifte Habichtsfliege ist eine weit verbreitete Art mit Besiedlungsschwerpunkt in Wäldern und an Waldrändern. Die Flugzeit liegt im Sommer, mit Höhepunkt im Juni und Juli.

## Verbreitung
Die Art ist über große Teile Europas verbreitet und kommt in West-, Mittel- und Osteuropa bis ins europäische Russland vor, sowie im südlichen Großbritannien. Das nördliche Skandinavien und die Mittelmeerregion sind ohne Nachweise, während der Nordbalkan, südlich bis Bulgarien, zum Verbreitungsgebiet gehört. Es wird ein Nachweis aus dem Iran angegeben, während aus der Türkei keine Nachweise vorliegen.
Die Art ist in Deutschland weit verbreitet, aus allen Landesteilen liegen Funde vor, in Bayern wird sie aber auf der Roten Liste in der Kategorie 2, stark gefährdet, aufgeführt. Auch in Österreich gilt sie als selten., während sie in den Niederlanden zu den am weitesten verbreiteten Arten der Familie gerechnet wird.

## Taxonomie
Die Gattung Dioctria umfasst 133 Arten und ist beinahe weltweit verbreitet. Aus Deutschland sind 13 Arten nachgewiesen. Sie gehört zur Tribus Dioctriini. Diese wird, je nach Autor, in eine eigene Unterfamilie Dioctriinae oder in eine weiter gefasste Unterfamilie Stenopogoninae gestellt.